# Gorna Dăbeva, Pazardjik
Gorna Dăbeva (în bulgară Горна Дъбева) este un sat în comuna Velingrad, regiunea Pazardjik,  Bulgaria. 

## Demografie
Componența etnică a satului Gorna Dăbeva
     Turci (6,19%)
     Bulgari (83,33%)
     Nicio identificare (0%)
     Altele (10,47%)
La recensământul din 2011, populația satului Gorna Dăbeva era de 210 locuitori. Din punct de vedere etnic, majoritatea locuitorilor (83,33%) erau bulgari, cu o minoritate de turci (6,19%). Pentru 0,0% din locuitori nu este cunoscută apartenența etnică.